# Брейк (музыка)
Брейк (англ. break) — термин популярной музыки, обозначающий короткий промежуток времени, во время которого музыкальная активность фокусируется на одном инструменте, обычно другие инструменты при этом молчат, а выделенный играет сольный пассаж.
В классической музыке близкий эмоциональный эффект производит гармоническое задержание.
В джазе, где и возник термин, брейк занимает один или два такта в конце секции (например, блюзового квадрата). Оркестр при этом обычно умолкает, оставляя один инструмент (например, саксофон), который исполняет короткую фигуру, сохраняющую музыкальные характеристики предшествовавшей секции. Вступление ансамбля обозначает переход к следующей секции. Изредка брейк встречается внутри секции, где подчёркивает контрастное изменение музыки (материала, аранжировки или фактуры).

## Эволюция
Детали происхождения брейка неизвестны, но, по-видимому, он появился в афроамериканской музыке во второй половине XIX века. К 1920-м годам он был заимствован популярными концертными ансамблями, джазовые музыканты из Луизианы тогда же освоили брейк и ввели его в репертуар; уже в 1927 году была издана брошюра с записями 125 брейков в исполнении Л. Армстронга. Большинство брейков импровизировались, удачные копировались другими исполнителями (ср. вокальный брейк Билла Джонсона Oh, play that thing!, ставший стандартным при исполнении «Диппермаут блюза»), но иногда брейки вписывались в ноты, ранний пример («Джелли Ролл блюз», 1905 год) содержит брейк в опубликованных в 1915 году нотах (в начале секции).
Постепенно круг эффектов, описываемых словом «брейк», расширялся, и в популярной музыке термин почти слился с понятием «соло», так, в рок-музыке «гитарный брейк» может означать соло на гитаре, продолжающееся в течение целого куплета, при этом ансамбль не перестаёт играть, а солирующий инструмент перемещается в «центр сцены».
По мере развития фанка, диджеи обнаружили, что танцорам нравятся брейки и стали искусственно продлевать их (поначалу использовались две одинаковые грампластинки, пока брейк играл на одной, диджей откручивал другую назад, чтобы продолжить брейк с начала). В итоге в хип-хопе брейком стали называть любую вставку музыкального фрагмента вне его контекста.
Драм-н-бейс и техно используют брейк близко к его джазовым корням: звучание ансамбля, кроме выделенного инструмента, внезапно прекращается на некоторое время (англ. dropout), оставляя, например, только большой барабан, а потом партии других инструментов постепенно добавляются обратно, в случайном порядке, дразня слушателя намёками на полную фактуру.